# Sveta Barbara
Sveta Barbara (grč. Αγία Βαρβάρα) je bila kršćanska djevica, mučenica i svetica. Zaštitnica je rudara, topnika i dobre smrti, jedna od Četrnaestero svetih pomoćnika u nevoljama. Spomendan joj je 4. prosinca.

## Životopis
Prema predaji, rođena je krajem osamdesetih godina 3. stoljeća u Nikomediji u Maloj Aziji.
Otac Dioskur bio je bogati poganin. Kako je ne bi nitko nedobrostojeći oženio smjestio ju je u toranj. Nakon što je saznala za kršćanstvo, pozvala je nekoga vjeroučitelja Valerijana prerušenoga u liječnika. Za odsutnosti svoga oca Barbara je radnicima naredila da na kuli probiju treći prozor te postave križ na prag. Kad se vratio, našao je na tornju probijen treći prozor, a na pragu križa. Barbara mu je objasnila kako tri prozora podsjećaju na otajstvo Presvetog Trojstva, a križ, da je podsjeća na otkupljenje.
Zbog njezina obraćeja na kršćanstvo otac ju je predao vlastima koji su je stavili na muke. Na osobni su mu zahtjev vlasti predale kćerku te joj je on odrubio glavu. Na povratku kući pogodila ga je munja.
Mučeništvo je podnijela za vrijeme cara Maksimijana i suca Marcijana. Jakov Varaginski navodi kako je s Barbarom mučeništvo podnijela sveta Julijana iz Nikomedije.

## Štovanje
Jedna je od 14 svetaca pomoćnika u nevoljama. Zaštitnica je od nagle i nepripravne smrti, rudara, radnika koji obavljaju opasne poslove, vojnika, topnika, vatrogasaca te od groma, požara i groznice. Također je i zaštitnica geologa, zidara, tesara, arhitekata, zemljoradnika, električara, zvonara, kuhara, djevojaka i zatvorenika.
Njezine relikvije nalaze se u crkvi sv. Vladimira u Kijevu u Ukrajini.
Po njoj je nazvan grad Santa Barbara u Kaliforniji. U SAD-u djeluje vojno društvo Red sv. Barbare.
Štovao ju je sveti Stanislav Kostka. Prema pradji, svetica mu se ukazala u pratnji dvaju anđela, od kojih ga je jedan i pričestio, jer njegov stanodavac, fanatični protestant, nije dopustio pristup katoličkom svećeniku u svoju kuću.
Paunovo pero simbol je svete Barbare jer je povezano s njezinim rodnim gradom Heliopolom. U umjetnosti se prikazuje s kaležom i hostijom.
U kajkavskoj Hrvatskoj pučki naziv za njezin blagdan je Barbarinje. Na dan sv. Barbare sijala se pšenica. Na njezin bi se blagdan nagrađivala mala djeca. U Slavoniji bi se na njezin blagdan darivala dobra, a kažnjavala loša djeca.
U Poljicima se njezi blagdan naziva Varina, u kajkavskom dijelu Hrvatske Barbarinje, a u Konavlima Varin dan. U Poljskoj se posebno slavi njezin blagdan koji se naziva Barbórka.
Neraspadnuto stopalo sv. Barbare čuva se u župnoj crkvi u Vodnjanu.
U zemljama njemačkog govornog područja postoji pretkršćanski običaj rezanja na blagdan sv. Barbare grančice trešnje („Barbarine grančice”), koje se stave u vodu i na toplo pa za Božić procvjetaju. Taj običaj potvrđuje i njemačka božićna popijevka Izbio je cvijetak usred hladne zime.

### Knjige
- Iveković, Francisko. 1908. Životi svetaca i svetica Božjih: Listopad, studeni, prosinac. Dijel 4. 2. izdanje. Hrvatsko katoličko tiskovno društvo. Zagreb.

### Članci
- Dragić, Marko. 2009. Spasovo u hrvatskoj tradicijskoj baštini. Crkva u svijetu. Katolički bogoslovni fakultet Sveučilišta u Splitu. Split. 44 (3): 37–66
- Dragić, Marko. 2015. Kult sv. Barbare u kršćanskoj tradiciji Hrvata. Nova prisutnost. Kršćanski akademski krug. Zagreb. 13 (2): 141–162
- Dragić, Marko. 2008. Advent u liturgiji i narodnoj kulturi Hrvata. Crkva u svijetu. Katolički bogoslovni fakultet Sveučilišta u Splitu. Split. 43 (3): 414–440

## Vanjske poveznice
Ostali projekti
|  | Zajednički poslužitelj ima još gradiva o temi Sveta Barbara |